# Bisdom Morón

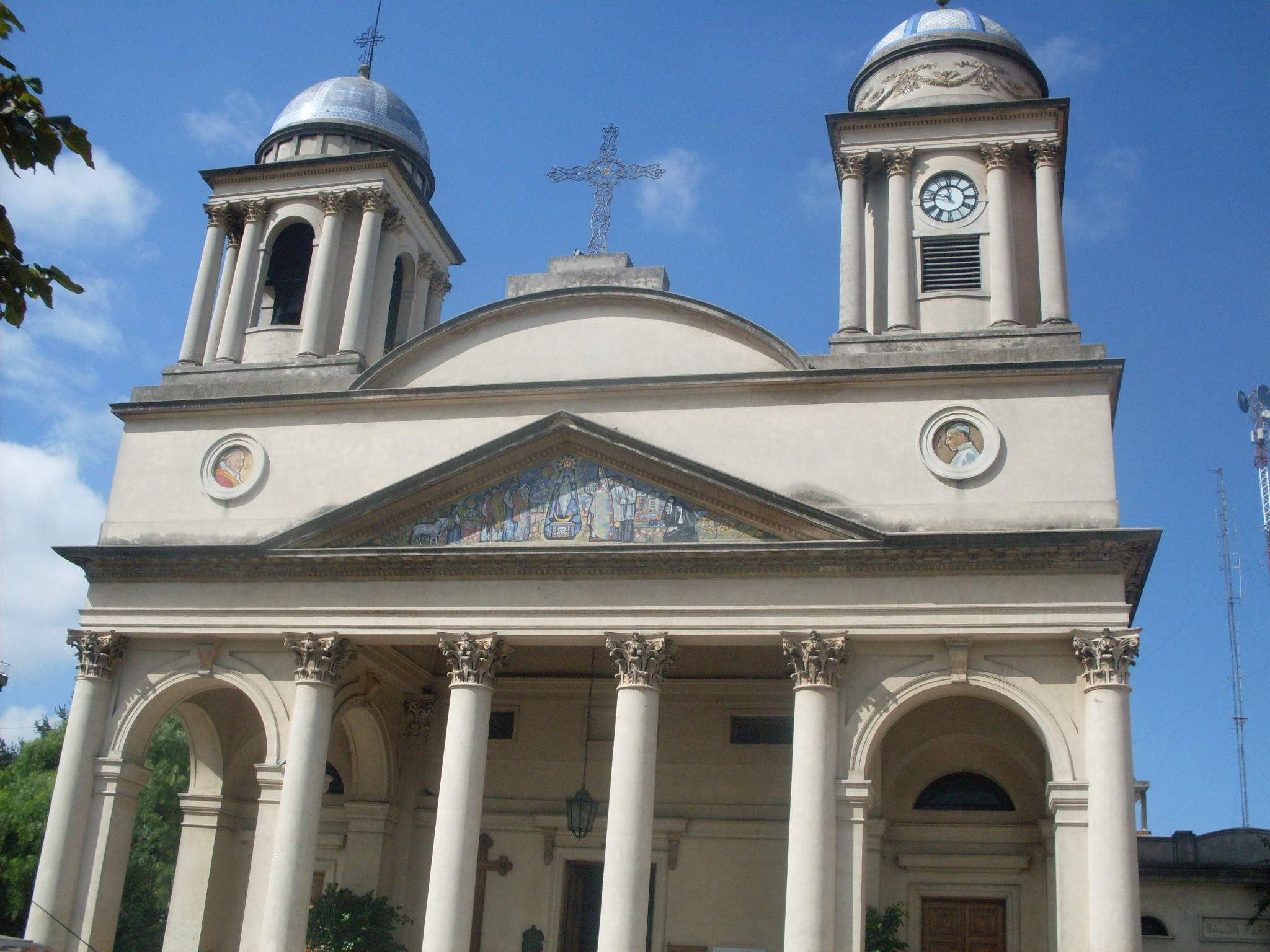
De kathedrale basiliek Inmaculada Concepción del Buen Viaje van Morón

Het bisdom Morón (Latijn: Dioecesis Moronensis) is een rooms-katholiek bisdom met als zetel Morón in Argentinië. Het bisdom is suffragaan aan het aartsbisdom Buenos Aires.
Het bisdom werd opgericht in 1957 als een suffragaan bisdom van het aartsbisdom La Plata maar kwam in 1961 onder het aartsbisdom Buenos Aires.
In 2019 telde het bisdom 54 parochies. Het bisdom heeft een oppervlakte van 130 km² en telde in 2019 767.000 inwoners waarvan 90,6% rooms-katholiek waren. 

## Bisschoppen
- Miguel Raspanti, S.D.B. (1957-1980)
- Justo Oscar Laguna (1980-2004)
- Luis Guillermo Eichhorn (2004-2017)
- Jorge Vázquez (2017-)

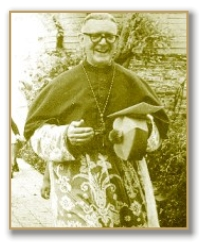
Miguel Raspanti
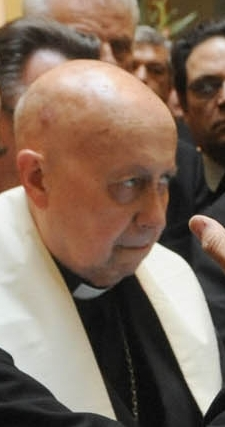
Justo Oscar Laguna
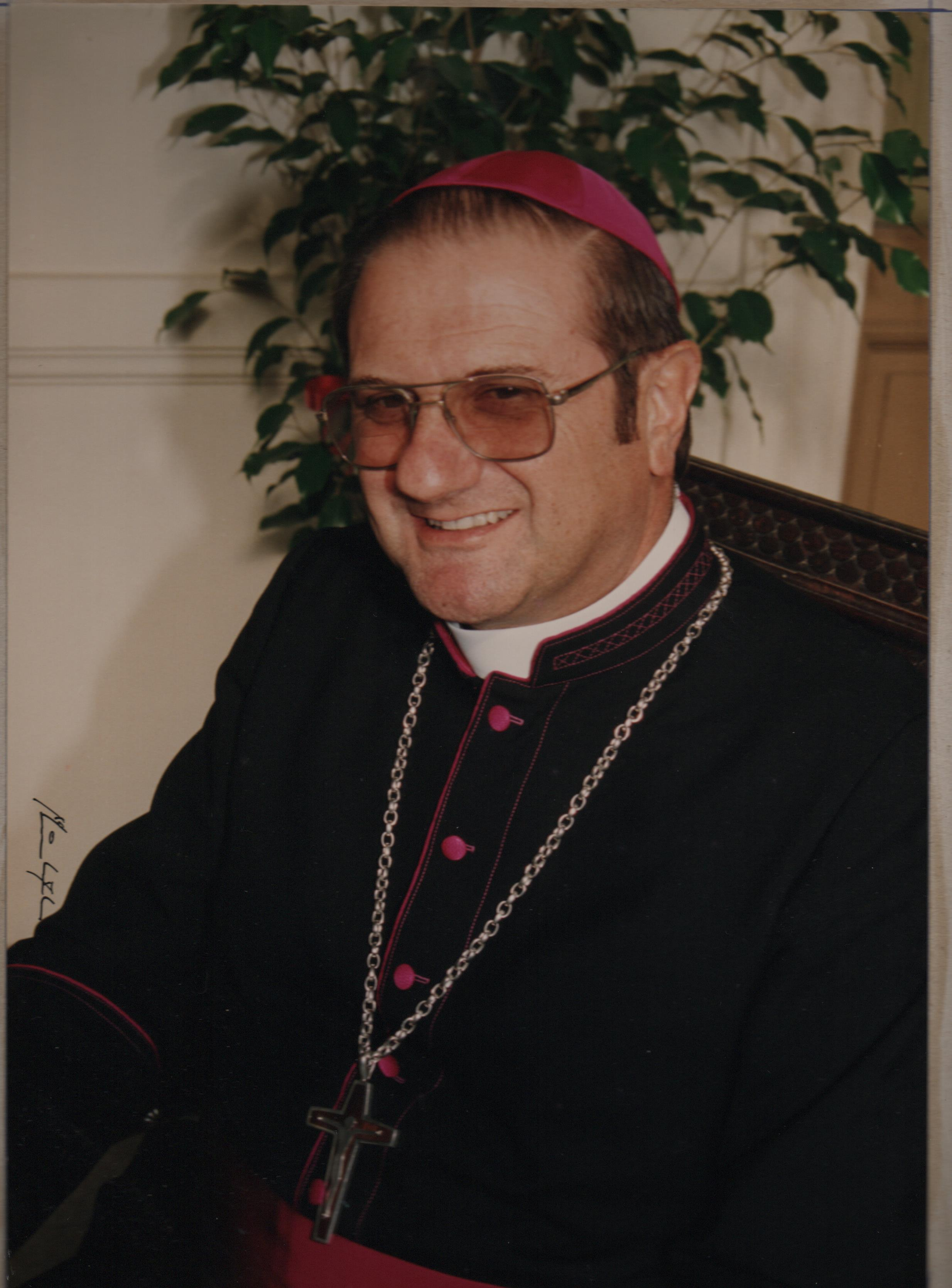
Luis Guillermo Eichhorn

Buenos Aires (aartsbisdom) · Avellaneda-Lanús ·  Buenos Aires (Maronitisch) · Buenos Aires (Oekraïenisch) · Gregorio de Laferrere · Lomas de Zamora · Morón · Quilmes · San Isidro · San Justo · San Martín · San Miguel